# Epicillin
Epicillin (INN) là một loại kháng sinh penicillin. Nó không được FDA chấp thuận cho sử dụng tại Hoa Kỳ.
Nó là một aminopenicillin.